# Dicycle

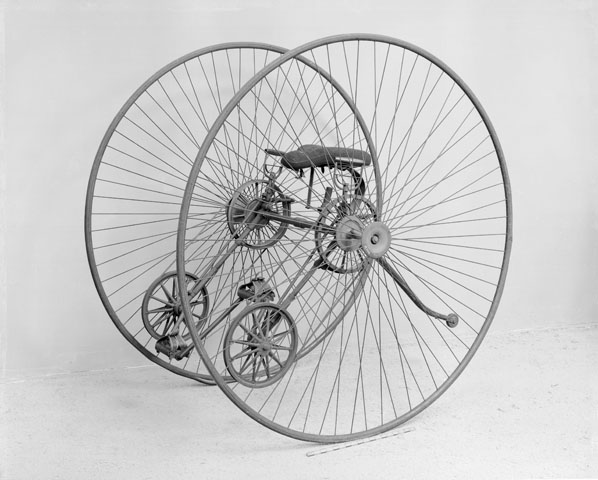
Un (1879).

Un dicycle est un véhicule avec deux grandes roues placées parallèlement l'une à l'autre, au lieu d'être alignées comme sur une bicyclette. 

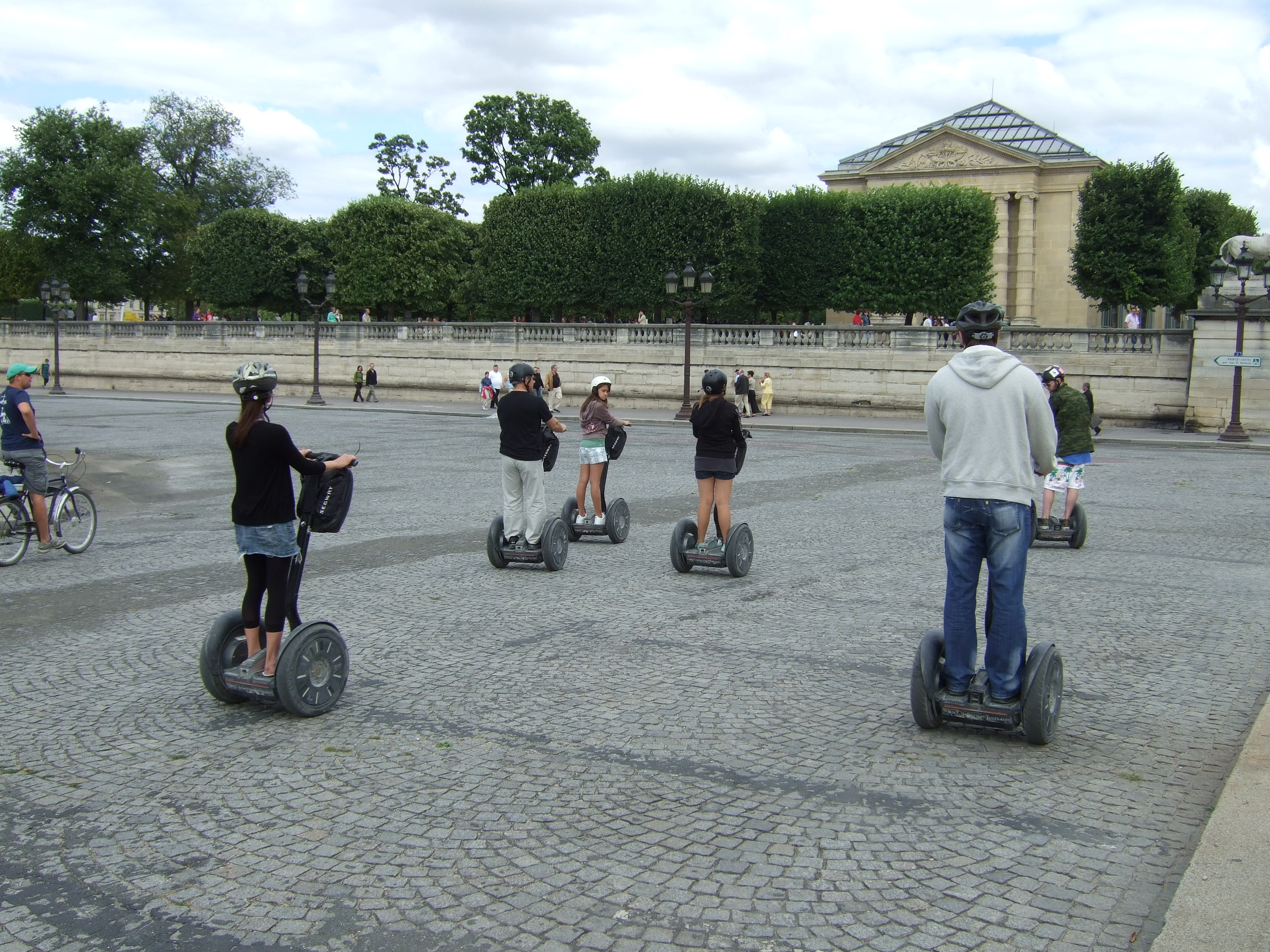
Des segways à Paris en 2008.

Le dicycle Otto (de) des années 1880 (conçu par Edouard Carl Friedrich Otto (de)), les gyroskates et les gyropodes comme le Segway PT sont des exemples de dicycles.